# Microscope (singolo)
Microscope è un singolo del cantante pop danese Mads Langer, pubblicato il 12 marzo 2011 dall'etichetta discografica Columbia.
Il videoclip su YouTube è stato pubblicato il 25 febbraio 2011.
Ha anticipato la pubblicazione del terzo album dell'artista, Behold, uscito il 10 maggio successivo.

## Tracce
1. Microscope – 3:02